# Joey Badass
Jo-Vaughn Virginie Scott, pseud. art. Joey Badass, także Joey Bada$$ (ur. 20 stycznia 1995 na Brooklynie w Nowym Jorku) – amerykański raper, założyciel kolektywu hip-hopowego Pro Era, z którym wydał trzy mixtape’y. Swój debiutancki projekt zatytułowany 1999 wydał w czerwcu 2012 roku, czym zyskał duży rozgłos w internecie jak i mediach o tematyce hip-hopowej. W tym samym roku raper udostępnił w internecie mixtape zatytułowany Rejex, na którym znalazły się utwory nagrane podczas sesji nagraniowej do 1999. Swój trzeci mixtape Summer Knights raper wydał 1 lipca 2013 roku. 20 stycznia 2015 roku w 20. urodziny rapera wydany został jego debiutancki album studyjny zatytułowany B4.Da.$$.
Joey Badass uważany jest za jednego z najlepszych raperów młodego pokolenia. W 2013 roku został nominowany do nagrody BET Hip Hop Awards w kategorii Debiutant roku (Rookie of the Year). Pozytywne opinie o nim wyrazili również tacy producenci jak Pete Rock, DJ Premier, RZA. W wywiadzie dla vibe.com Pete Rock powiedział o nim: „Ten dzieciak jest utalentowany. Jest czystym, surowym hip-hopowym talentem. Nie słyszeliście jeszcze wszystkiego, poczekajcie aż usłyszycie jego album”.

## Życiorys

### Wczesne życie
Jo-Vaughn Scott urodził się 20 stycznia 1995 roku jako pierwszy syn imigrantów, urodzony w USA. Jego rodzina pochodzi z wysp Saint Lucia na Karaibach. Raper przyszedł na świat w dzielnicy East Flatbush na Brooklynie w Nowym Jorku. Całe dzieciństwo dorastał jednak na Bedford-Stuyvesant w północnym Brooklynie, gdzie uczęszczał do Edward R. Murrow High School. W szkole chodził do klasy aktorskiej, jednak w dziewiątej klasie przeniósł się do klasy muzycznej z naciskiem na rapowanie.
Scott zaczął rapować pod pseudonimem „JayOhVee”, lecz później zmienił je na Joey Badass. Jak sam przyznał zmiana pseudonimu była spowodowana tym, że media skupiają większą uwagę na „cyniczne pseudonimy”. Sam raper twierdzi, że zaczął pisać poezję w wieku lat 11. W 2009 roku, razem ze swoimi kolegami z klasy Capital Steezem, CJ Fly'em oraz Powers Pleasantem, założył kolektyw Progressive Era znany lepiej jako Pro Era.

### Kariera muzyczna

#### 2010–2012: Kontrakt z Cinematic Music
W październiku 2010 roku Badass przesłał nagranie ze swoim freestyle’em do serwisu internetowego YouTube. Wideo to zostało udostępnione przez amerykański serwis hip-hopowy WorldStarHipHop, co przykuło uwagę Jonny’ego Shipesa – szefa wytwórni Cinematic Music oraz menadżera Big K.R.I.T.'a oraz Smoke DZA. Shipes skontaktował się z Badassem przez Twittera i szybko został jego menadżerem. Cała grupa Pro Era, również została członkami Cinematic Music.
Na początku 2012 roku Badass oraz Capital Steez za pośrednictwem swojego kanału „PROfckingERA” udostępnili wideo do utworu „Survival Tactics”, który używa beatu z repertuaru grupy Styles of Beyond o tym samym tytule. W lutym 2012 roku ukazał się debiutancki mixtape kolektywu Pro Era zatytułowany The Seccs Tape. 21 marca tego samego roku MTV News zamieściło zwrotkę Badassa z odcinka RapFix Live, co sprawiło, że w następnym miesiącu wideo z jego nagraniami pojawiło się w programie Sucker Free. Klip do utworu „Hardknock” z gościnnym udziałem rapera o pseudonimie CJ Fly, miał swoją premierę na kanale MTV2, co dało raperowi jeszcze większą popularność.

#### 2012: Debiutancki mixtape i wzrost popularności

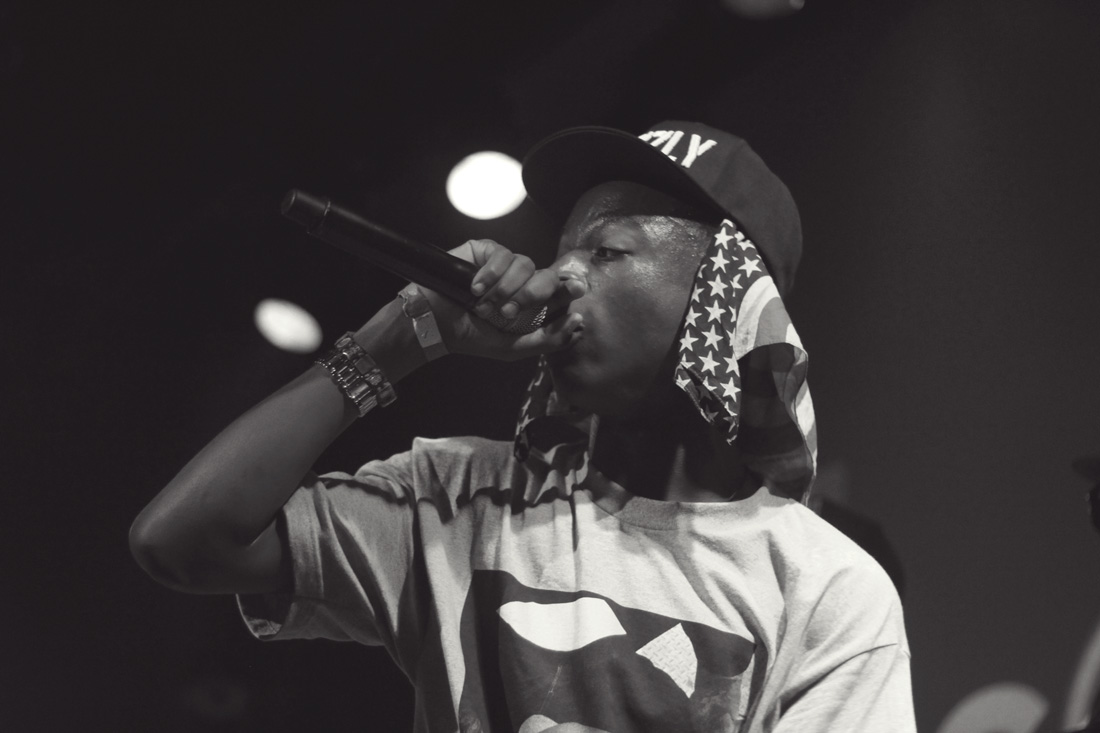
Joey Badass w 2012

12 czerwca 2012 Joey Badass wydał swój debiutancki mixtape zatytułowany 1999. Klip do utworu „Waves” ukazał się pod koniec czerwca. Mixtape sprawił, że raper z dnia na dzień stał się rozpoznawalny na undergroundowej scenie hip-hopowej. 1999 został umieszczony na 38. miejscu najlepszych albumów w 2012 według magazynu Complex, a portal HipHopDX.com nazwał go najlepszych mixtapem 2012 roku. 6 września tego samego roku, raper wydał projekt zatytułowany Rejex zawierający niewydane wcześniej utwory, które miały znaleźć się na 1999.
Następnie inny amerykański raper Mac Miller za pomocą Twittera zaprosił go do współpracy. Badass pojawił się na albumie Macadelic w utworze „America” oraz wystąpił z Millerem w Roseland Ballroom w kwietniu 2012 roku. Dzięki pomocy rapera Juicy J Badass i Pro Era wystąpili na The Smoker's Club's One Hazy Summer Tour zorganizowaną przez sieć odzieżową Eckō Unltd. oraz serwis livemixtapes.com. W tym samym roku raper wystąpił w utworze „1 Train” na wydanym przez A$AP Rocky’ego dopiero rok później albumie Long. Live. ASAP, na którym również znaleźli się Action Bronson, Kendrick Lamar, Yelawolf, Big K.R.I.T. oraz Danny Brown. Do utworu zrealizowano teledysk.
W grudniu 2012 roku pojawiła się plotka, że Badass dołączy do wytwórni Jaya-Z Roc Nation. Jednak w styczniu 2013 roku raper zdementował plotkę mówiąc, że „na razie, woli raczej pozostać niezależnym niż podpisać kontrakt z wytwórnią”. 21 grudnia 2012 roku, Pro Era wydała swój debiutancki mixtape P.E.E.P: The aPROcalypse. 24 grudnia, członek Pro Ery oraz przyjaciel Joeya Badassa, Capital Steez popełnił samobójstwo.

#### 2013:Summer Knights

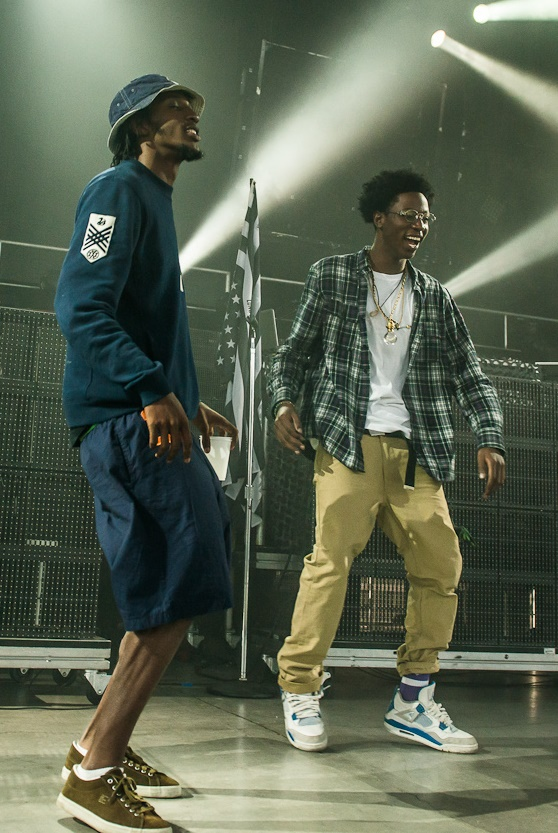
CJ Fly (z lewej) i Joey Badass (z prawej) podczas występu w Toronto (2013)

9 listopada 2012 roku Badass wydał utwór „Enter the Void” nagrany we współpracy z Ab-Soulem oraz producentem Lee Bannonem. Tego samego dnia ukazał się również jego utwór „Waves”. Oba utwory były pierwszymi oficjalnymi utworami rapera, które można było kupić na iTunes. Ciągle rosnąca popularność pozwoliła Badassowi w styczniu 2013 roku nagrać piosenkę „Unorthodox” na podkładzie zrobionym przez DJ Premiera. 8 lutego Badass, Big K.R.I.T. oraz Smoke DZA nagrali i wydali utwór „Underground Airplay”, do którego zrealizowano również teledysk. „Underground Airplay” powstał by promować mixtape firmy odzieżowej Eckō Unltd. 5 marca 2013 roku raper wypuścił klip do utworu „Unorthodox”, a 23 marca Pro Era, The Underachievers i Flatbush Zombies wyruszyli na wspólną trasę koncertową zatytułowaną Beast Coast Tour. 26 marca amerykański Magazyn XXL ogłosił, że Joey Badass znajdzie się na liście Freshman Class w 2013 roku – liście, która co roku prezentuje najbardziej zdolnych młodych wykonawców hip-hopowych.
20 kwietnia 2013 roku, na oficjalnym Twitterze artysty pojawiła się informacja, że jego debiutancki album będzie nosił nazwę B4.Da.$$ oraz że zostanie wydany w 2014 roku, jednak data premiery została przekładna aż do stycznia 2015 roku. Dzień później raper napisał, że Pro Era będzie występować razem z Wiz Khaflią oraz A$AP Rockym na letniej trasie koncertowej Under The Influence Tour. W wywiadzie dla Topman Badass o swoim debiucie powiedział:

Znajdziecie tam parę niespodzianek. Ale możecie spodziewać się czystej wielkości, wkładam w ten album całego siebie. Jestem typem artysty, który wymaga pełnej kontroli twórczej. Nikt nie może stać nade mną i dyktować, co powinienem zrobić. Mam też własne pomysły jeśli chodzi o strategie marketingowe i tym podobne, jestem więc w pełni niezależny. Otaczam się dobrymi ludźmi, niektórzy potrafili pogubić się przez hype, ale mi to nie grozi.

22 maja 2013 roku Badass ogłosił datę premiery swojego kolejnego projektu Summer Knights, który ukazał się równo rok po wydaniu swojego przełomowego mixtape'u. Z początku projekt ten miał być epką, jednak później zmieniono go na mixtape pełno grający. Za warstwę muzyczną na Summer Knights odpowiada The Alchemist, MF Doom, Oddisee, Statik Selektah, Lee Bannon, Chuck Strangers i Kirk Knight. Premiera mixtape' została później przełożona na 1 lipca 2013.

#### 2014–2015:B4.Da.$$
Po tym jak raper ogłosił, że jego debiut ukaże się w 2014 roku magazyn XXL umieścił album na liście „25 najbardziej wyczekiwanych albumów w 2014 roku”. 4 sierpnia 2014 roku raper wydał pierwszy singel promujący jego album zatytułowany „Big Dusty”. 21 września 2014 roku Joey Badass ogłosił, że płyta została ukończona, jednak ukaże się 20 stycznia 2015 roku w jego 20. urodziny. Kilka dni później w internecie pojawił się drugi singel z płyty zatytułowany "Christ Conscious", do którego również nakręcono teledysk. Kolejne single do utworów "No. 99", "Curry Chicken" oraz "On & On" ukazały się w 2014 roku, a ostatni singel "Teach Me" z gościnnym udziałem wokalistki Kieszy został wydany w formie elektronicznej 7 stycznia 2015 roku.
B4.Da.$$ zadebiutowało na 5. miejscu notowania Billboard 200 oraz 1. miejscu listy Top R&B/Hip-Hop Albums, sprzedając się w ilości 58 000 sztuk w pierwszym tygodniu, a finalnie osiągając wynik ponad 120 tysięcy sztuk.

#### 2016–teraz:All-Amerikkkan Bada$$
4 marca 2016 roku raper zadebiutował w serialu Mr. Robot, gdzie wcielił się w rolę Leona, bliskiego przyjaciela Elliota (granego przez Ramiego Maleka). 26 maja Joey Badass wydał utwór „Devastated”, który później okazał się pierwszym singlem z nowego albumu Utwór zadebiutował na 25. miejscu notowania Bubbling Under Hot 100 Singles i stał się pierwszym singlem rapera, który sprzedał się w ilości 500 tysięcy kopii i pokrył się złotem.
Po zwycięstwie Donalda Trumpa w wyborach prezydenckich w 2016 roku, artysta mocno zaangażował się w tematy polityczne czego efektem jest wydany 7 kwietnia 2017 roku drugi album zatytułowany All-Amerikkkan Bada$$, na którym raper mocno potępia brutalność policji wobec ludności afroamerykańskiej oraz postawy rasistowskie.
W 2019 roku, raper pojawił się w serialu Boomerang. W tym samym roku raper otrzymał rolę w biograficznym serialu o amerykańskiej grupie hip-hopowej Wu-Tang Clan zatytułowanym Wu-Tang: An American Saga, w którym wcielił się w rolę Inspectah Decka.

## Życie prywatne
Joey Badass mieszka obecnie na Brooklynnie razem z trójką swoich braci i jedną siostrą. Wszyscy z jego rodzeństwa są ze strony ojca. Swój pierwszy kontakt z hip-hopem miał w wieku 2 lat, gdy usłyszał utwór „Hypnotize” nowojorskiego rapera Notoriousa B.I.G.. Jako swoje największe inspirację Badass wymienia Jaya-Z, MF Dooma, Wu-Tang Clan, Madliba, Q-Tipa oraz Nasa, którego album Illmatic (1994) Badass uważa jako wzorzec albumu idealnego.
W styczniu 2015 roku raper został aresztowany i oskarżony na napaść na ochroniarza podczas festiwalu Falls w Byron Bay w Australii.
W 2018 roku Joey Badass ogłosił, że w kwietniu urodziło mu się dziecko, które nazwał Indigo Rain.

## Dyskografia
Albumy
- B4.Da.$$ (2015)
- All-Amerikkkan Bada$$ (2017)
- 2000 (2022)

Mixtape’y
- 1999 (2012)
- Summer Knights (2013)